# Conflictul dintre Carol al IV-lea al Ungariei și Miklós Horthy

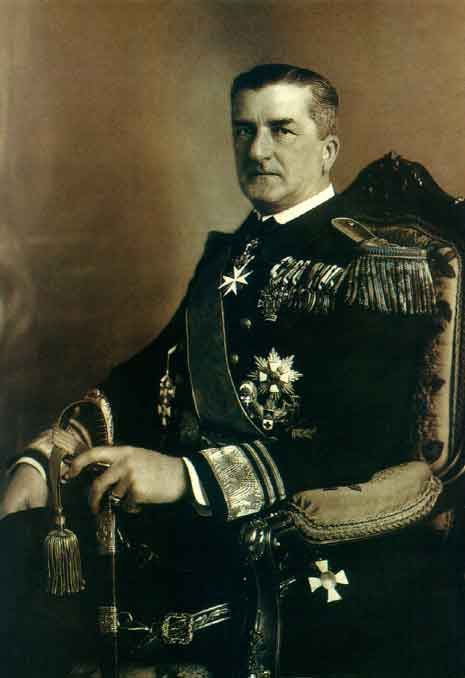
Miklós Horthy

După ce Miklós Horthy a fost ales drept guvernator (regent) al Ungariei, la 1 martie 1920, Carol al IV-lea a revenit de trei ori în Ungaria, încercând să-și reocupe tronul:
- la 20 octombrie 1920;
- la 26 martie 1921;
- la 21 octombrie 1921.

Puciul regelui a început pe data de 26 martie 1921. Fostul monarh a venit din Elveția în Ungaria, folosind un pașaport spaniol fals, și i-a cerut lui Horthy să-i predea puterea. În urma unui refuz net, Carol s-a dus la Szombathely și a început să negocieze cu prim-ministrul Pál Teleki, dar fără succes. Între timp, aristocrații s-au adunat la Szombathely, ca să se alăture regelui, acesta având alături și soldații.
Carol l-a somat pe Horthy, printr-o scrisoare, să abdice, fiind refuzat din nou. Regentul ungur a rugat armata să-l îndepărteze pe regele Carol din Ungaria (din cauza avertismentelor diplomaților iugoslavi și cehoslovaci), drept care regele a părăsit Budapesta și a stat trei săptămâni la Palatul Hertenstein, apoi s-a întors în Elveția, pe data de 6 aprilie 1921. 
După ce Istvan Bethlen a convins mulți politicieni maghiari de dreptul lui Carol al IV-lea de a-și recăpăta tronul, promițând că nu se va ajunge la vărsare de sânge, regele exilat și-a redactat testamentul, apoi a pornit din aeroportul elvețian Dübendorf cu un avion de tip „Ad Astra”. Pe data de 21 octombrie 1921 Carol a reușit să aterizeze pe pista de avioane a grofului regalist József Cziráky, aflată în comuna Dénesfa, în partea apuseană a Ungariei.
Carol avea în intenție să plece cu soldații înspre Budapesta, desemnându-și și un guvern provizoriu:
- prim-ministru: István Rakovszky;
- ministrul de interne: Ödönt Beniczky;
- ministrul de externe: Gyula Andrássy;
- ministrul de finanțe și de industrie: Gusztáv Gratz;
- ministrul apărării: Antal Lehár;
- ministrul educației: Albert Apponyi.

Mulți soldați au jurat supunere noului guvern și regelui la Sopron, după ce li s-a comunicat zvonul că bolșevicii se pregătesc să preia puterea; astfel, Horthy a fost pus într-o poziție delicată.
În ziua de 22 octombrie 1921, regele a plecat cu trenul la Budaörs, însoțit de soldații maghiari.

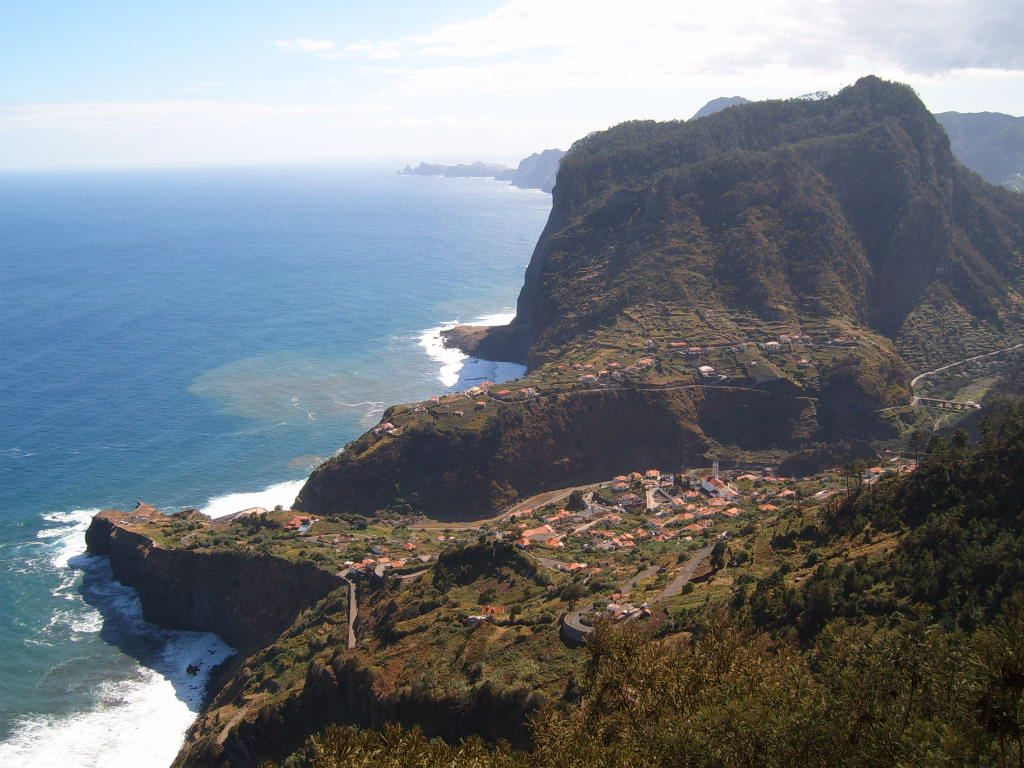
Insula Madeira

Întreaga clasă politică maghiară a început să-și facă griji (aflându-se că mai multe unități militare, comandate de ofițeri mai bătrâni, nostalgici ai vechiului regim, care dacă nu se alăturau regelui Carol, măcar declarau o oarecare neutralitate) față de posibilitatea ca, odată cu revenirea unui Habsburg pe tron, Ungaria va fi distrusă de Mica Antantă. Horthy a încercat de mai multe ori să-l convingă pe rege să renunțe (fiind nevoit până la urmă să organizeze rezistența armată), în timp ce aristocrații se certau asupra naturii evenimentelor ce se derulau. Pe 23 octombrie 1921 a avut loc bătălia de la Budaörs, soldată cu 19 morți și 62 de răniți, de partea lui Horthy, și un număr necunoscut, de partea lui Carol al IV-lea. Curând după aceea, situația s-a schimbat în favoarea lui Horthy, pentru că tot mai mulți au ajuns la concluzia că el nu dorea să-l susțină pe Carol (Horthy a jurat credință Ungariei, proaspăt independentă, în martie 1920, prin acest gest anulând jurământul făcut împăratului său habsburgic), că nu exista vreun pericol comunist, iar marșul militar regal ar fi trebuit să fie doar ceremonios. Până la urmă, regele Carol a fost de acord să se predea. 
Cuplul regal și conții Sigray, Andrássy și Gratz, fideli lui Carol, au fost arestați în orașul Tata de către forțele lui Horthy, punându-se capăt unei crize europene. La 26 octombrie 1921, regele Carol a fost trimis la abația Tihany, fiind expulzat la Baja (sudul Ungariei) pe 1 noiembrie și ajungând apoi la Galați cu vaporul britanic „Glowworm”, pe calea Dunării. De aici, Carol va pleca, împreună cu familia, ajungând pe insula Madeira în 19 noiembrie 1921.
Pe 1 aprilie 1922, Carol al IV-lea al Ungariei murea de pneumonie.
Anterior, pe 7 noiembrie 1921 guvernul lui István Bethlen modificase Constituția maghiară, astfel încât Miklós Horthy avea să rămână singurul conducător al Ungariei până în 1944.